# Daytona International Speedway

Wersja drogowa toru na wyścigi, m.in. GT

Daytona International Speedway – tor wyścigowy o długości 2,5 mili (4 km) położony w miejscowości Daytona Beach na Florydzie. Tor może pomieścić około 168 tysięcy widzów. Rozgrywany jest na nim między innymi prestiżowy wyścig NASCAR – Daytona 500 (tor owalny) oraz 24-godzinny Rolex 24 at Daytona (tor drogowy).

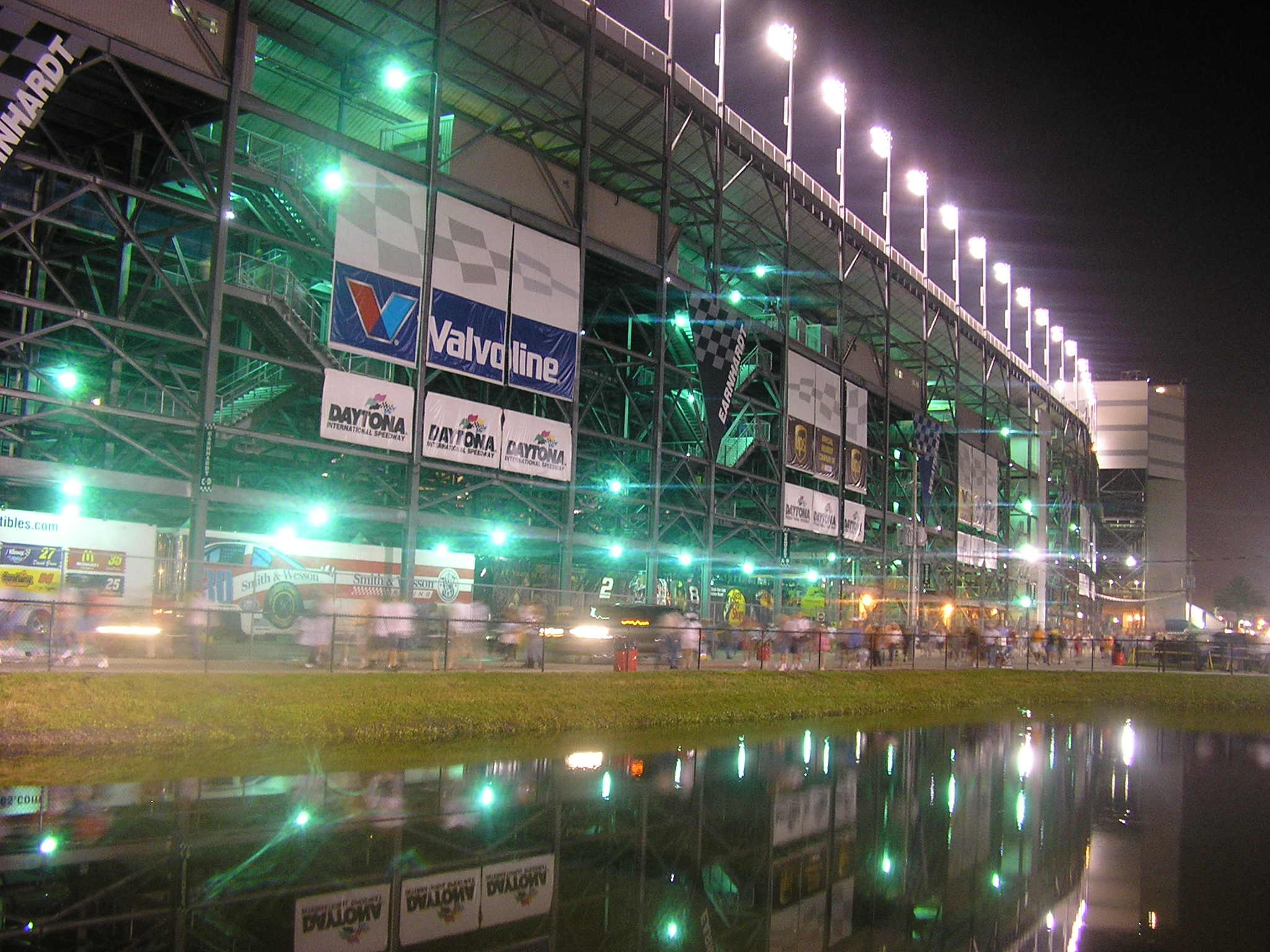
Zewnętrzna część głównego wejścia do Międzynarodowego Toru Wyścigowego Daytona dla 168 tys. widzów